# Старополе (Любуське воєводство)
Старополе (пол. Staropole) — село в Польщі, у гміні Любжа Свебодзінського повіту Любуського воєводства.
Населення — 424 особи (2011).
У 1975-1998 роках село належало до Зеленогурського воєводства.

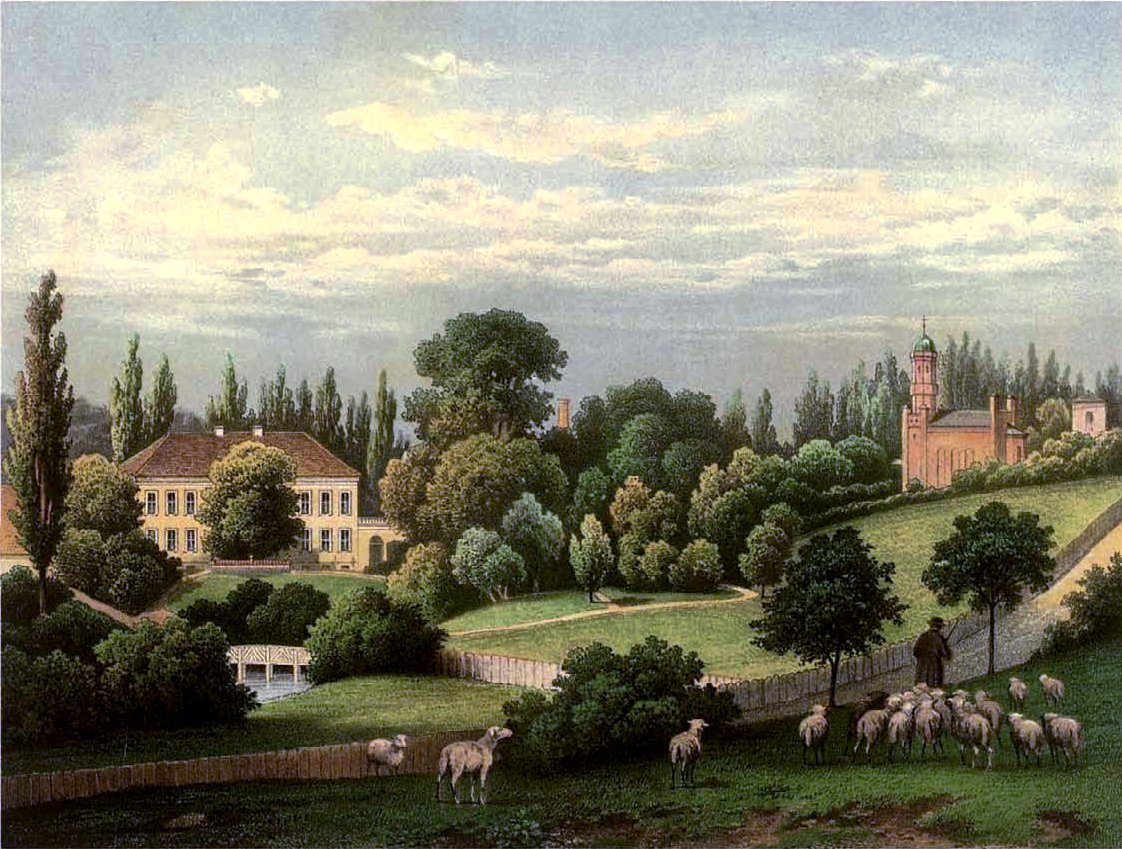
Gut Starpel

## Демографія
Демографічна структура станом на 31 березня 2011 року:
|          | Загалом | Допрацездатний вік | Працездатний вік | Постпрацездатний вік |
| -------- | ------- | ------------------ | ---------------- | -------------------- |
| Чоловіки | 215     | 51                 | 151              | 13                   |
| Жінки    | 209     | 53                 | 119              | 37                   |
| Разом    | 424     | 104                | 270              | 50                   |